# La Fayette (F710)
O La Fayette é uma fragata operada pela Marinha Nacional Francesa e a primeira embarcação da Classe La Fayette. Entrou em serviço em 13 de junho de 1992.